# Schweizerische Benediktinerinnenföderation
Als Schweizerische Benediktinerinnenföderation (auch Föderation der Benediktinerinnen in der Schweiz) bezeichnet man die in einem gemeinsamen Föderationskapitel versammelten, rechtlich selbständigen Föderationen der Schweizer Benediktinerinnen. Diese stellen das weibliche Äquivalent zur 1602 gegründeten Schweizerischen Benediktinerkongregation der Mönche dar. Der Föderation gehören elf Klöster in der Schweiz, zwei Klöster in Deutschland sowie ein abhängiges Kloster in Kamerun an.

## Geschichte
In der Schweiz gab es seit Jahrhunderten Klöster der Benediktinerinnen, wovon das wohl bedeutendste die Fürstabtei Fraumünster (gegründet 853, aufgehoben 1524 in der Reformation) war. Einige Klöster waren sogenannte Doppelklöster, wie es die Abtei Einsiedeln und das Kloster Fahr bis heute sind. Daneben waren unter anderem das Kloster Fischingen und das Kloster Engelberg zunächst Doppelklöster, wobei der Frauenkonvent des ersteren (bald) aufgehoben wurde und derjenige des letzteren 1615 nach Sarnen verlegt wurde. Ganz gemäss der benediktischen Tradition kam jedoch der Autonomie eines Klosters grosse Bedeutung zu, weshalb auch die Frauenklöster zum grössten Teil selbständig waren.
Insbesondere im Verlauf des 19. Jahrhunderts entstanden neben den alten Nonnenklöstern neue Klöster der Benediktinerinnen, die die Kontemplation mit apostolischen Werken zu verbinden suchten, dabei aber trotzdem an der monastischen Tradition des Benediktinerordens festhalten wollten.
Am 21. November 1950 erliess schliesslich Papst Pius XII. die apostolische Konstitution "Sponsa Christi", in der er zum Zusammenschluss selbständiger Frauenklöster in Föderationen aufrief. Die neuen Richtlinien aus Rom wurden zunächst durch die Schweizerische Benediktinerkongregation geprüft, welche es für am naheliegendsten erachtete, die Nonnenklöster in die Kongregation der Mönche zu integrieren. Diese Variante stiess auch auf einhellige Zustimmung bei den Klöstern der Nonnen. Da diese dadurch allerdings exempt geworden wären, konnte nicht mit der Zustimmung Roms gerechnet werden, weshalb das Vorhaben aufgegeben werden musste.
In der Folge wurde 1962 von den damals fünf Nonnenklöstern (Müstair, Hermetschwil-Habsthal, Sarnen, Fahr und Seedorf) einstimmig die Gründung einer Föderation von Nonnenklöstern beschlossen, wobei die Frage aufkam, wie das Verhältnis zu den benediktinischen Schwesternklöstern (damals Melchtal, Maria Rickenbach, Ofteringen, Wikon, Au, Glattburg) zu gestalten sei. Dies war insbesondere dem Umstand geschuldet, dass sich das benediktinische Leben in den alten Nonnenklöstern und den jüngeren Schwesternklöstern kaum unterschied: So wurde das ganze monastische Chorgebet in beiden Richtungen vollzogen und sowohl Nonnenklöster (Fahr, Sarnen) als auch Schwesternklöster (Melchtal, Maria Rickenbach) unterhielten Schulen oder engagierten sich als Lehrerinnen.
1965 trafen sich erstmals die Oberinnen aller Schweizer Benediktinerinnenklöster, wobei klar wurde, dass die Gründung einer einzigen Föderation gewünscht wurde. Nachdem eine erste Anfrage an Rom, ob ein solcher Zusammenschluss in einer einzigen Föderation möglich wäre, positiv beantwortet worden war, wurde 1968 ein Entwurf der Konstitutionen dem Vatikan eingereicht. Wider Erwarten wurde dieser zurückgewiesen. Trotz Intervention der Schweizer Benediktinermönche wurden die vorgesehenen Konstitutionen 1971 von der Religionsenkongregation endgültig verworfen und ein Zusammenschluss in nur einer Föderation „wegen der Verschiedenheit der Natur, der Struktur und des Zwecks der beiden Gruppen“ (Umfang des kirchlichen Stundengebets, Art der Gelübde und der Klausur etc.) für unmöglich erklärt.
Die Benediktinerinnen reichten danach identische Konstitutionen beim Vatikan ein, welche jedoch erst nach jeweiligen Korrekturen angenommen wurden. Folglich wurden zwei getrennte Föderationen errichtet (siehe unten), die sich jedoch in einem gemeinsamen Föderationskapitel versammeln und sich nur für getrennt vorgeschriebene Angelegenheiten wie Wahlen trennen. Die Schweizer Benediktinerinnen treten denn auch konsequent als Schweizerische Benediktinerinnenföderation auf. Beide Föderationen stehen unter dem Schutz "Unserer Lieben Frau von der Verkündigung" mit dem Patrozinium am 25. März.

## Föderation der Nonnenklöster (Foederatio Helvetica)
Die Föderation der Nonnenklöster des Ordens des Heiligen Benedikts in der Schweiz wurde mit Dekret vom 21. April 1976 errichtet, wobei ihre Statuten zunächst auf sieben Jahre und 1985 endgültig approbiert wurden.
Vorsteherin ist zurzeit Sr. Angelika Streule OSB, Äbtissin von Hermetschwil.

### Mitglieder

#### Kloster Müstair
Das Kloster St. Johann wurde im 8. Jahrhundert gegründet und wird seit dem 12. Jahrhundert von Benediktinerinnen bewohnt. Die Klosteranlage gehört zum UNESCO-Weltkulturerbe. Als kirchlicher Oberer amtet der Abt von Disentis als Delegierter des Bischofs von Chur. 

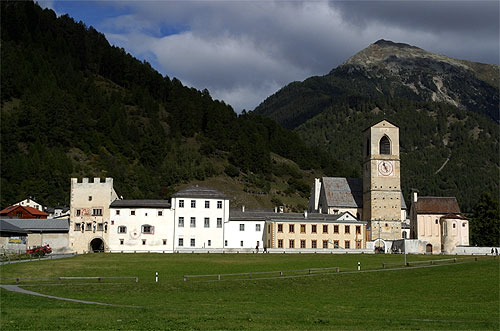
Kloster Müstair
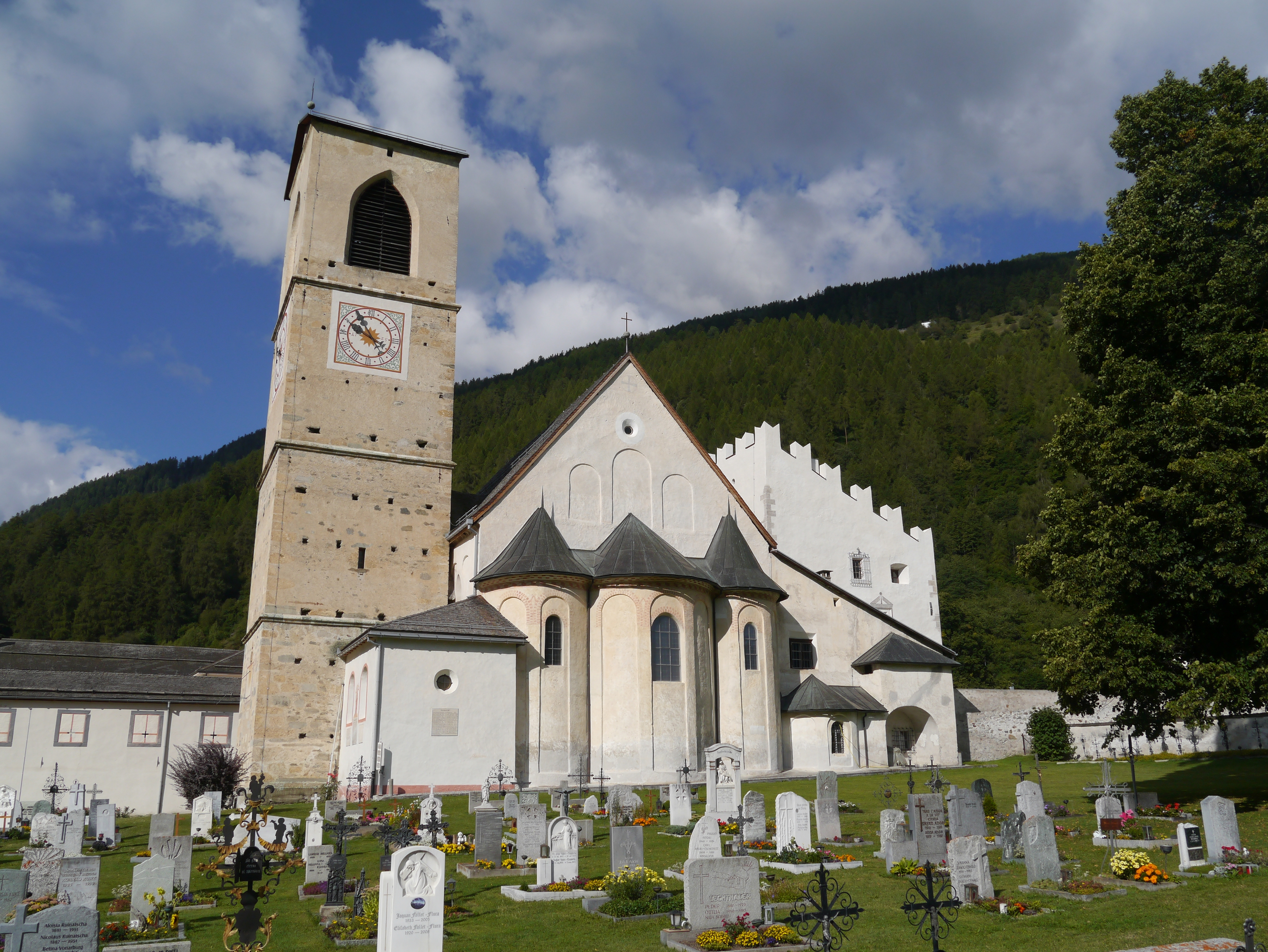
Klosterkirche St. Johan
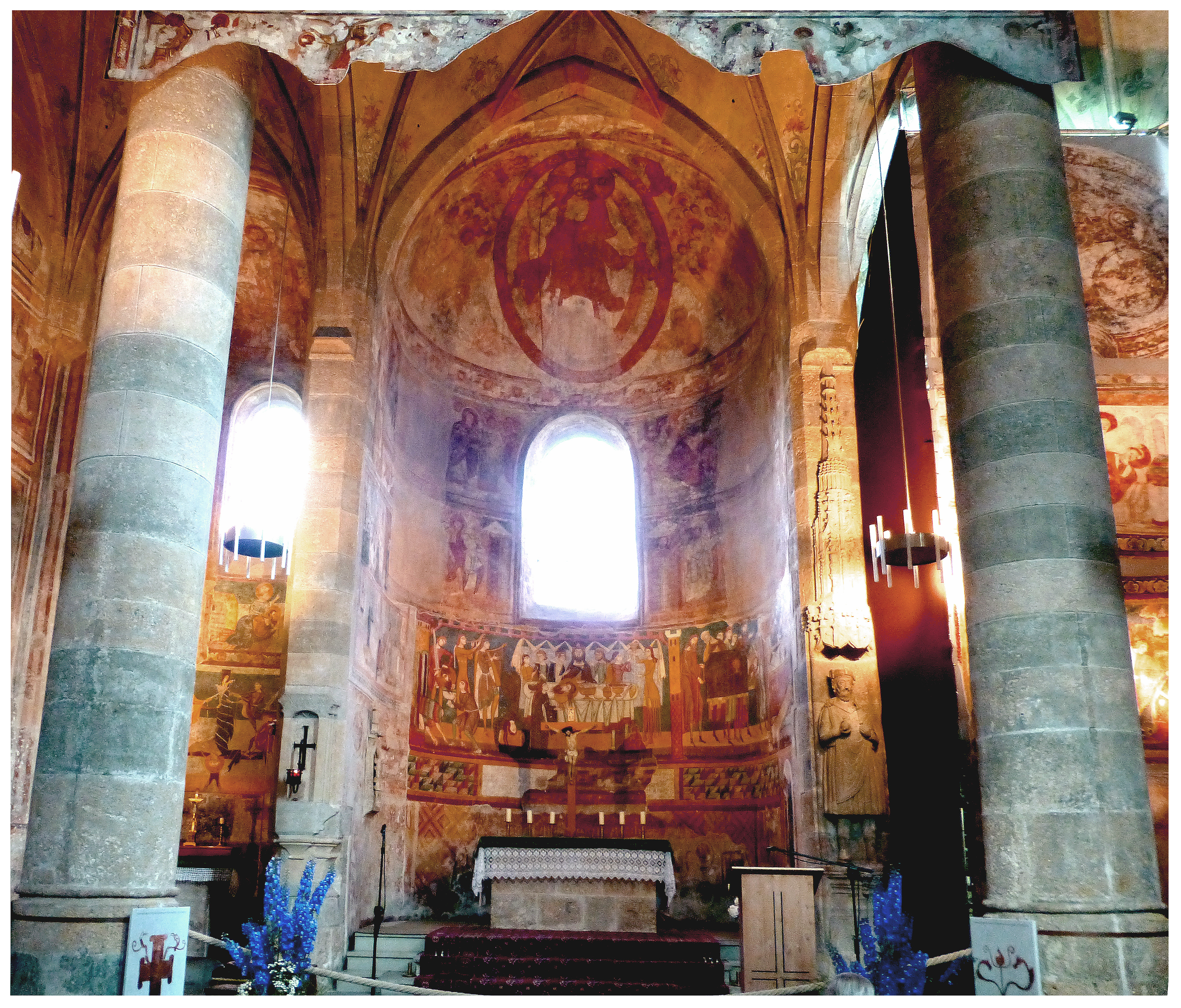
Chorraum

#### Kloster Hermetschwil
Die Abtei St. Martin in Hermetschwil gehörte ursprünglich als Frauenkonvent zum damaligen Doppelkloster Muri. Im 12. Jahrhundert wurden die Nonnen nach Hermetschwil verlegt und die Abtei danach mehrmals aufgehoben, so im Klosterstreit und im Kulturkampf, aufgrund dessen die Nonnen 1876 zuletzt nach Habsthal fliehen mussten. Sie erwarben Teile der Klosteranlage jedoch bereits 1878 zurück und seit 1985 (nach Aufhebung des Klosterartikels) leitet wieder eine Äbtissin das Kloster. Der Abt von Muri-Gries ist Ordinarius religiosus.

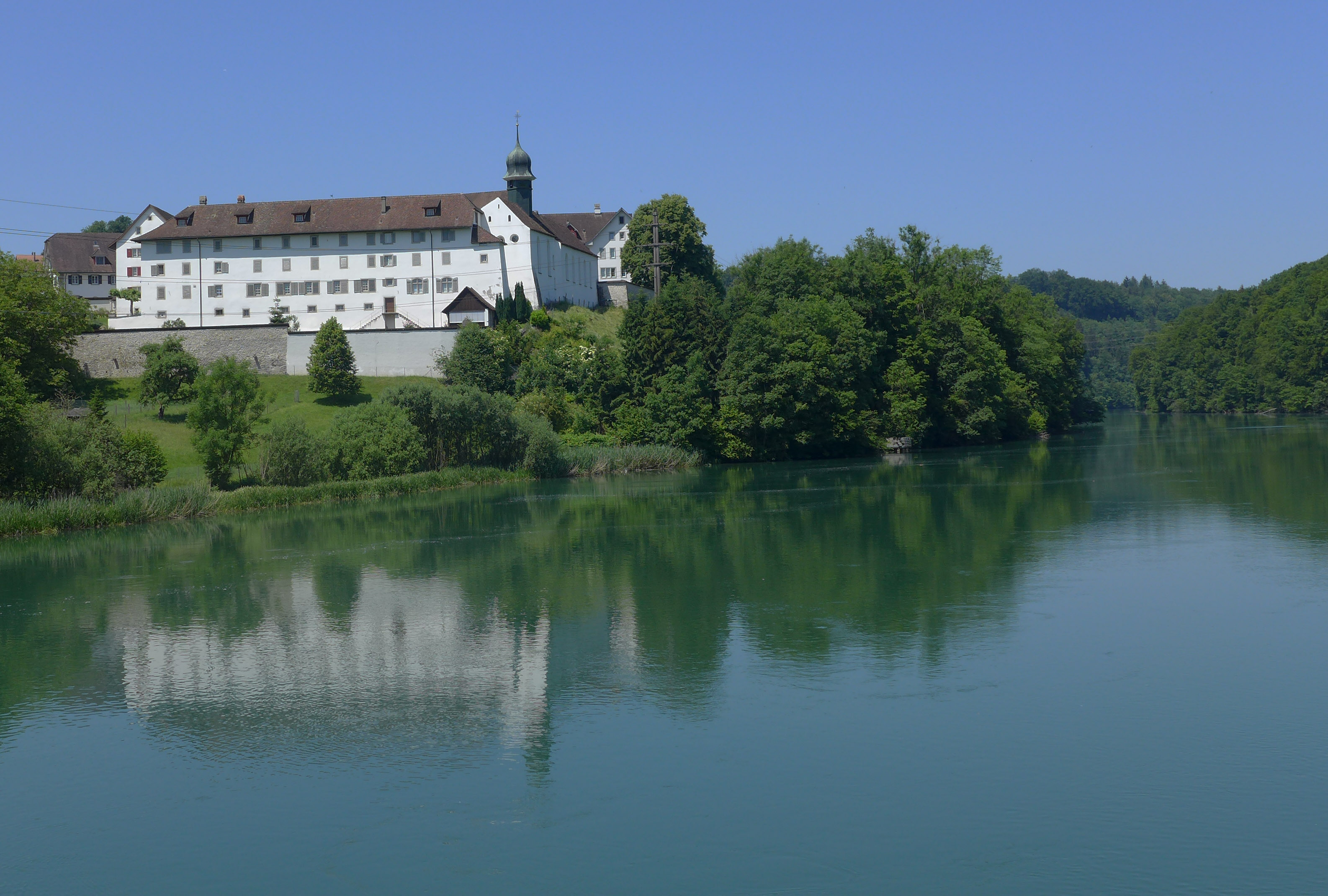
Abtei St. Martin, Hermetschwil

#### Kloster Sarnen
Das Kloster St. Andreas in Sarnen geht auf das ursprüngliche Doppelkloster Engelberg zurück, welches ca. 1120 gegründet wurde. 1615 wurde der Konvent nach Sarnen verlegt. 1906 gründete das Kloster Sarnen in den USA das Kloster St. Gertrud in Cottonwood, Idaho, das bald selbständig wurde, und 1938 das Priorat St. Benoît in Mbouda-Babété (Kamerun), welches bis heute als kirchenrechtlich abhängiges Priorat zur Benediktinerinnenabtei Sarnen gehört. Der Abt von Engelberg ist Ordinarius religiosus.

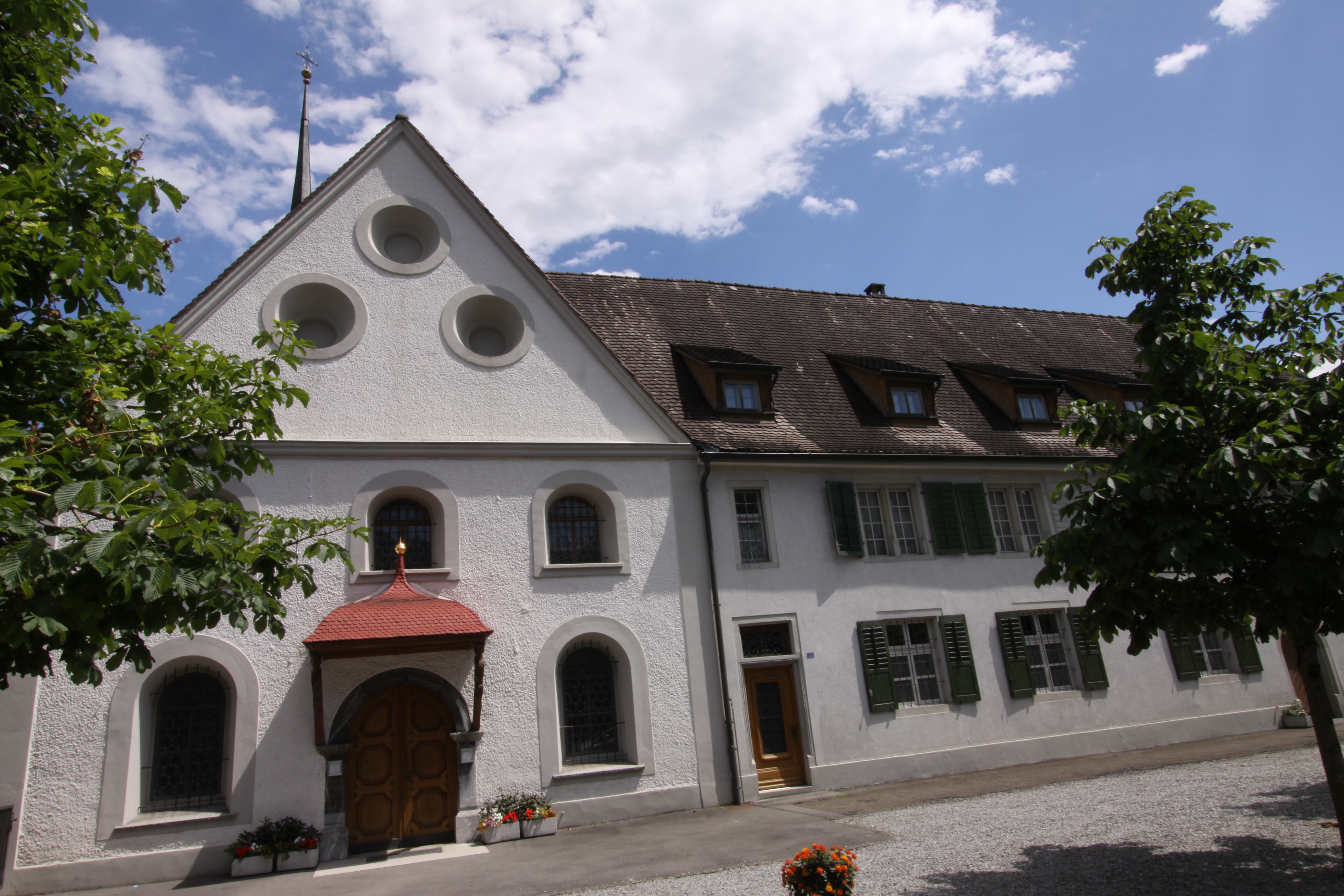

#### Kloster Fahr
Das Kloster Fahr wurde 1130 gestiftet und stellt mit Einsiedeln das weltweit einzig noch bestehende Doppelkloster dar. Der Abt von Einsiedeln ist gleichzeitig Abt von Fahr, was die rechtliche Situation von Fahr einzigartig macht: So ist das Kloster Fahr das einzige Frauenkloster, das der Benediktinischen Konföderation von Rechts wegen als solches angehörig ist.

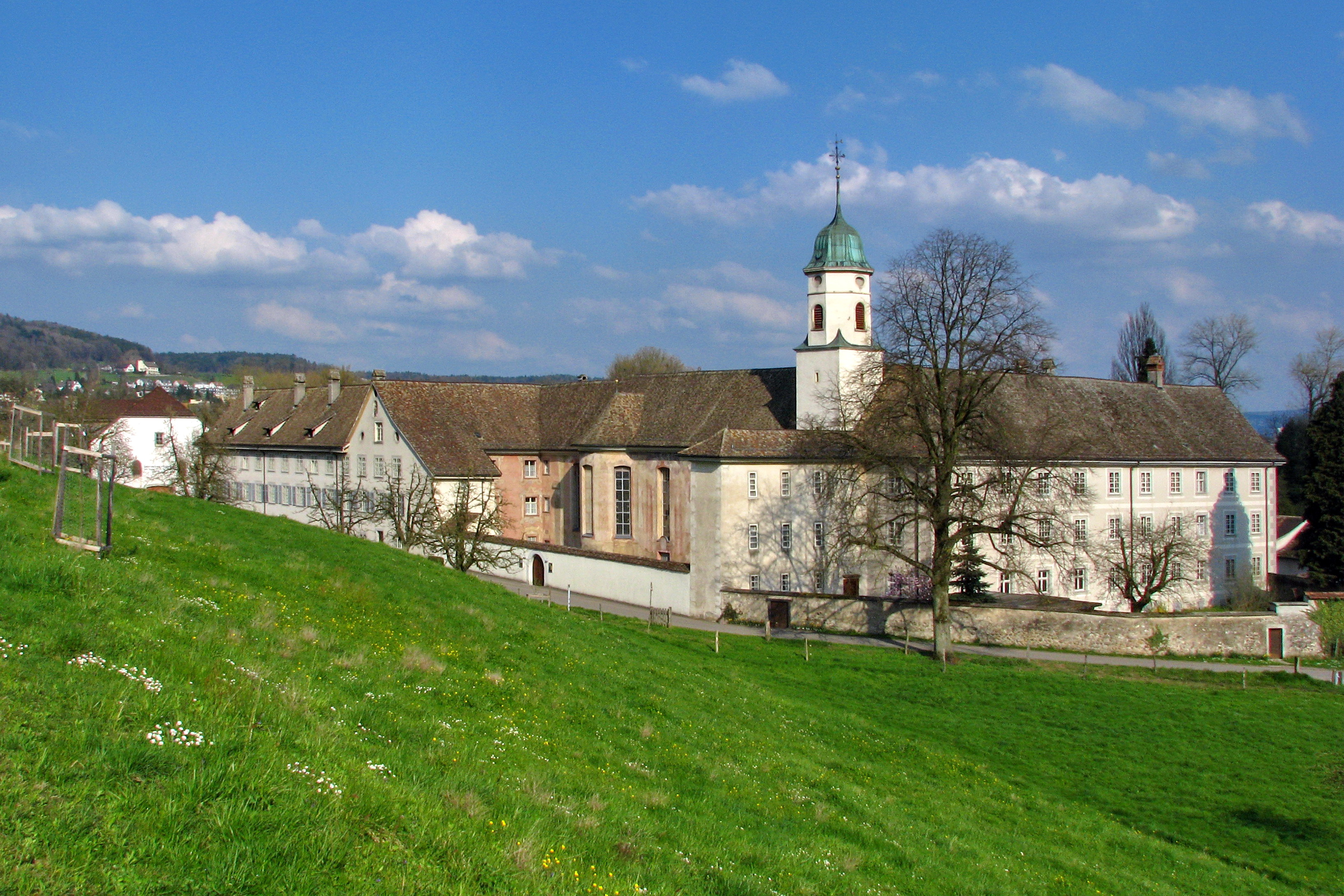
Kloster Fahr

#### Kloster Seedorf
Die Abtei St. Lazarus wurde ursprünglich als Kloster des Lazarus-Ordens gegründet, 1559 wurden Nonnen aus Claro nach Seedorf berufen. Dem Kloster steht eine Äbtissin vor. Der Abt von Einsiedeln ist Ordinarius religiosus.

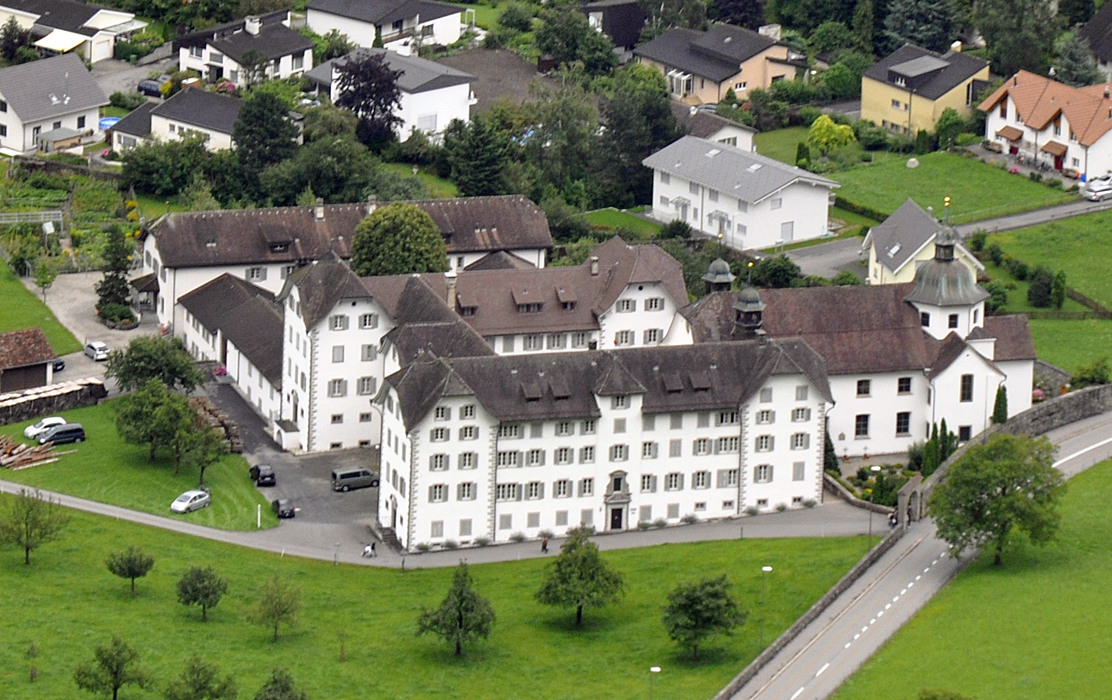
Kloster Seedorf

#### Kloster Au
Das Kloster Au war ursprünglich ein Schwesternkloster, das jedoch mit Dekret vom 7. Juni 1983 zu einem Nonnenkloster umgewandelt wurde. 1984 wurde das Kloster zur Abtei erhoben, wobei die Oberinnen bis heute den Titel einer Priorin führen. Als ehemalige Schwestern pflegen die Nonnen im Kloster Au die Ewige Anbetung, die allen benediktinischen Schwesternklöstern in der Schweiz gemeinsam war. Der Abt von Einsiedeln ist Ordinarius religiosus.

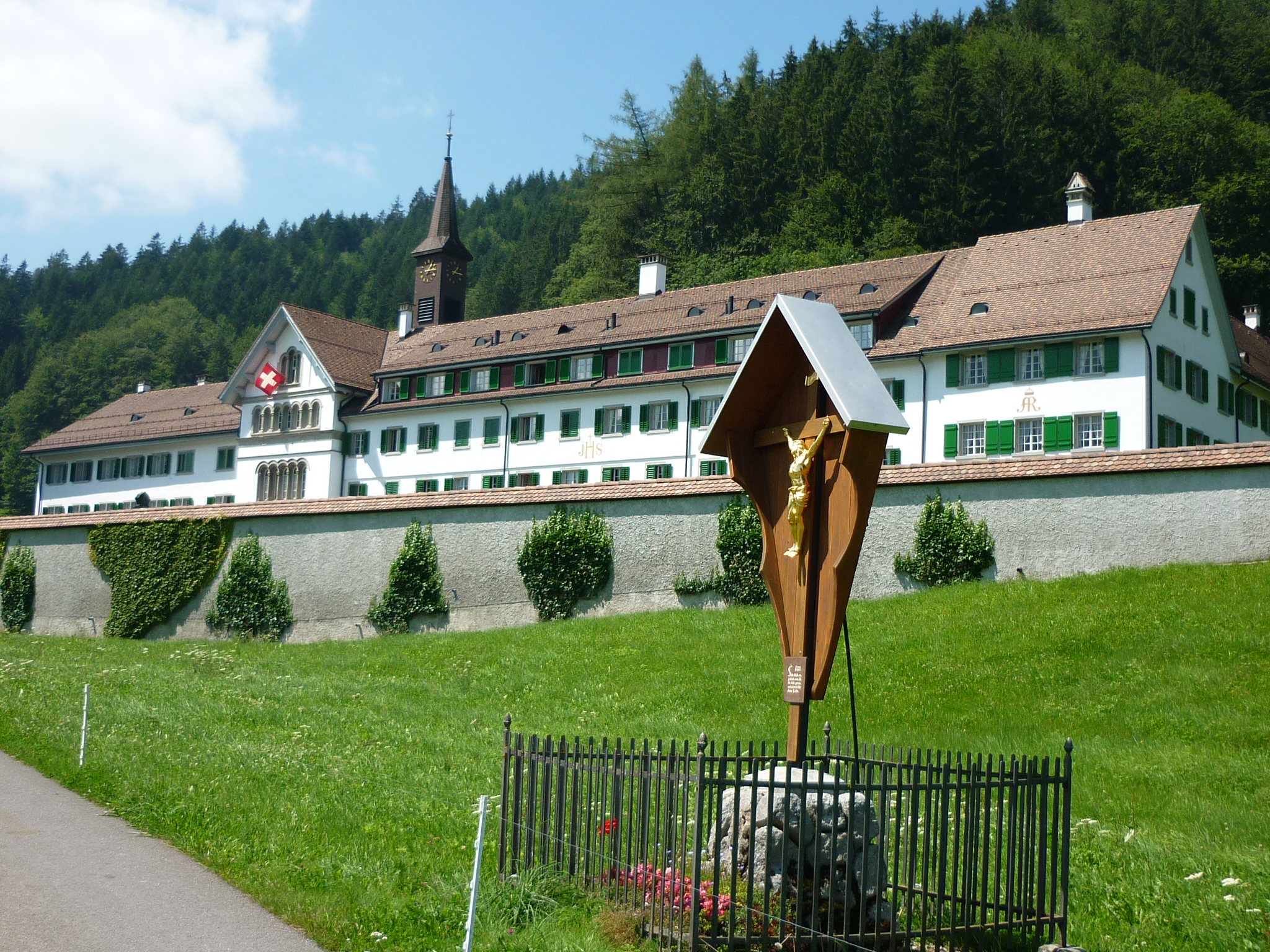
Kloster Au

#### Kloster Glattburg
Das Kloster St. Gallenberg auf der Glattburg war ein Schwesternkloster. Es wurde 1781 vom Kloster St. Gallen auf der Glattburg eingerichtet, 1978 in ein Nonnenkloster umgewandelt und 1984 zur Abtei erhoben. Der Abt von Einsiedeln ist Delegierter des Bischofs von St. Gallen.

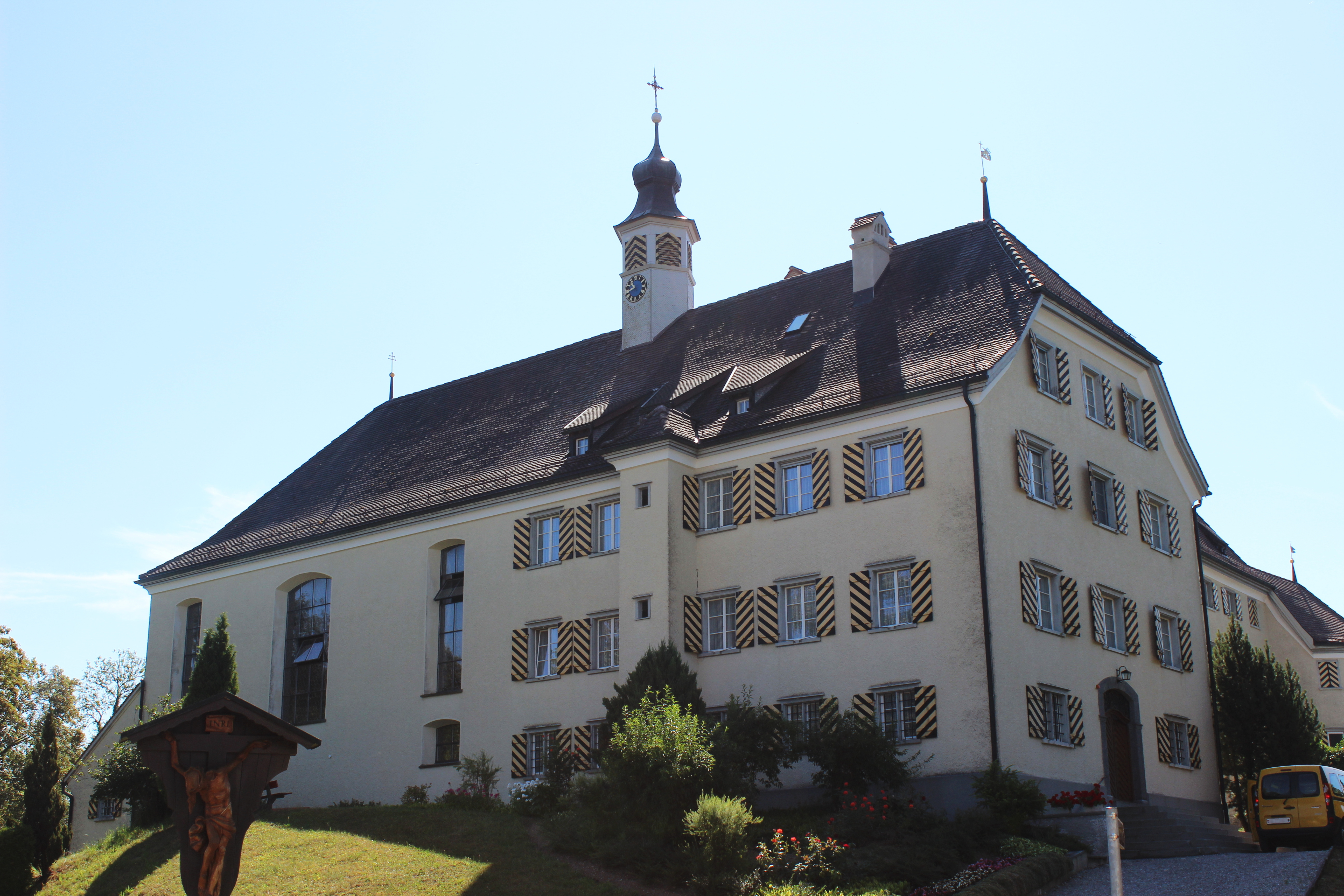
Abtei St. Gallenberg

#### Kloster Habsthal (Deutschland)
Das Kloster Habsthal wurde 1892 von Nonnen aus dem Kloster Hermetschwil besiedelt, welche ihr Heimatkloster aufgeben mussten. Nach Aufhebung des sogenannten Klosterartikels siedelte die Mehrheit des sich im Exil befindlichen Konvents aus Habsthal zurück nach Hermetschwil. Kloster Habsthal wurde zum unabhängigen Priorat, während die Äbtissin ihren Sitz wieder im Mutterkloster nahm. Der Abt von Muri-Gries ist Ordinarius religiosus.

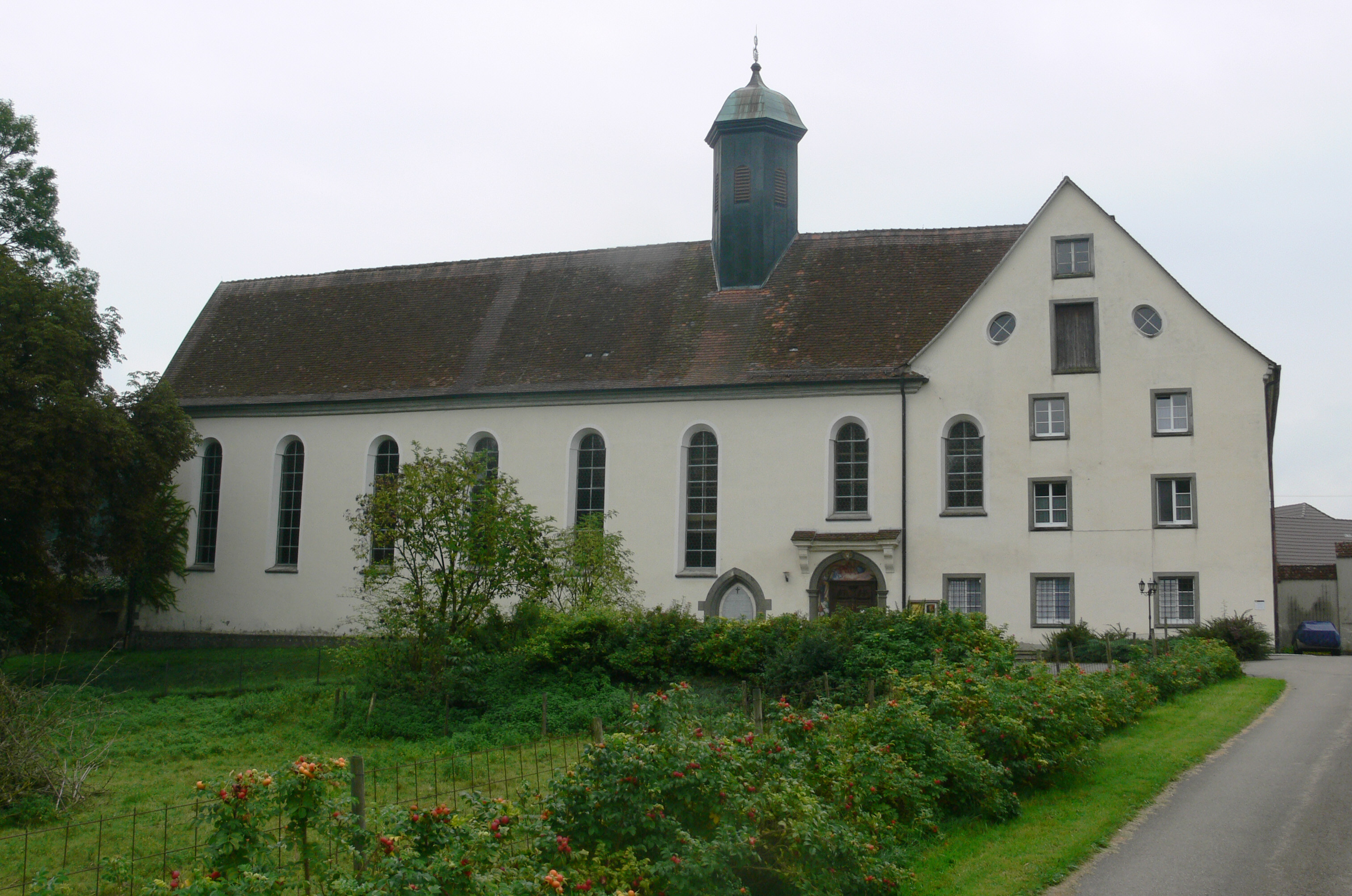
Kloster Habsthal

## Föderation der Schwesternklöster (Foederatio sororum Benedictinarum Helvetiae)
Die Föderation der benediktinischen Schwesternklöster der Schweiz wurde mit Dekret vom 24. Februar 1975 errichtet und im Jahre 1986 endgültig approbiert. 1978 wurde diese Föderation der Benediktinerinnen offiziell der Benediktinischen Konföderation aggregiert. Allen Schwesternklöstern sowie den ehemaligen Schwesternklöstern, die sich zu Nonnenklöstern umwandeln liessen, ist die Ewige Anbetung gemein.
Vorsteherin ist zurzeit Sr. M. Daniela Bieri OSB, Priorin von Melchtal.

### Mitglieder

#### Kloster Melchtal
Das Kloster des Hl. Niklaus von Flüe in Melchtal wurde 1866 gegründet als Anbetungskloster. 1868 übernahmen die Schwestern die Regula Benedicti. Das Kloster Melchtal unterhielt über viele Jahre das Institut Melchtal, eine Mädchenschule, dessen Gebäude die Stiftung Juvenat 2017 übernommen hat. Das von Melchtal 1889 in den Vereinigten Staaten gegründete Kloster St. Martin Monastery (jetzt: Rapid City) ist seit 1900 unabhängig. Der Abt von Engelberg ist Delegierter des Bischofs von Chur. Die Schwestern von Melchtal zogen 2019 ins Benediktinische Zentrum Sarnen, siehe unten.  

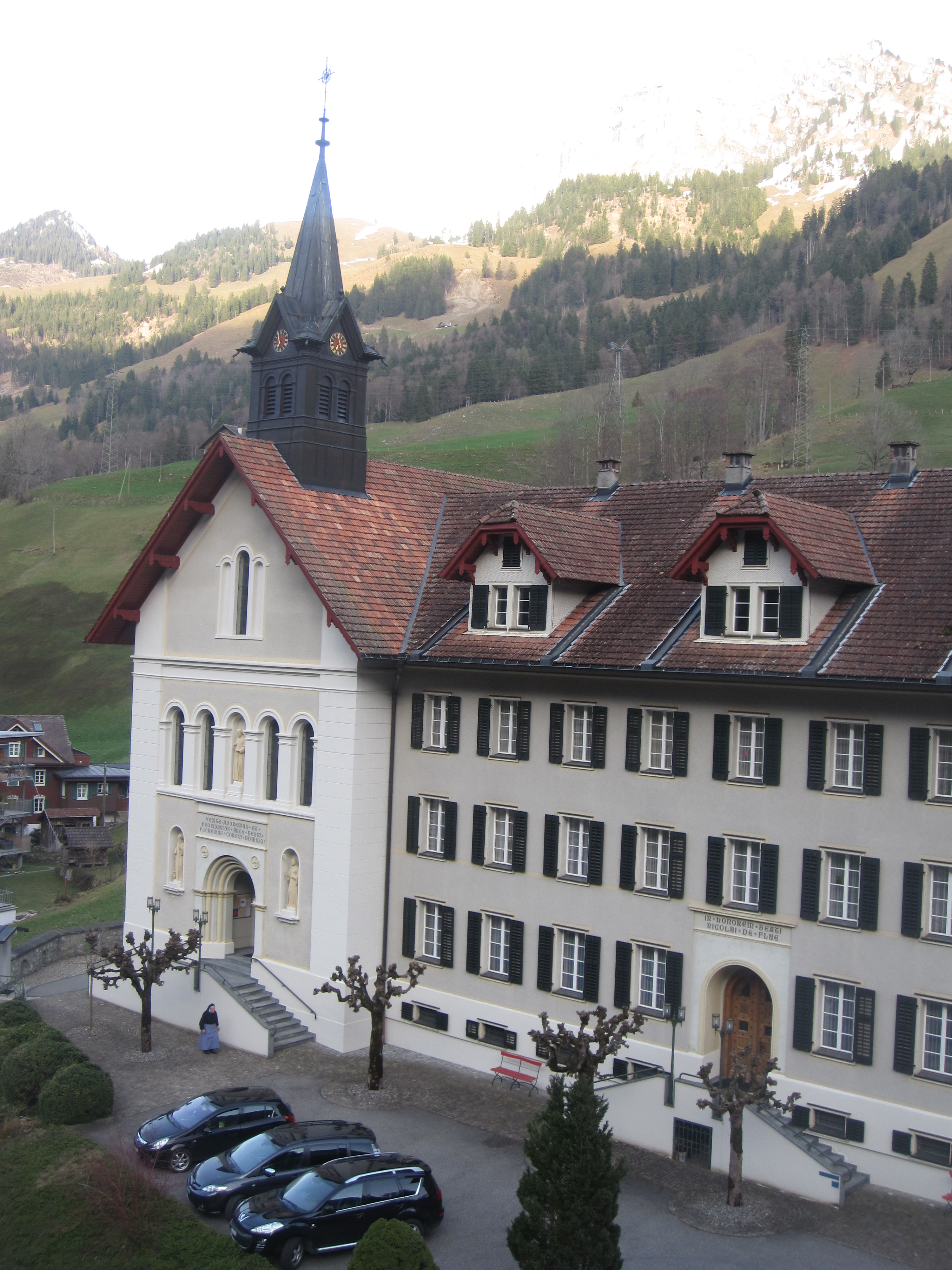
Kloster St. Niklaus von Flüe, Melchtal

#### Kloster Maria-Rickenbach
Das Kloster Maria-Rickenbach wurde 1869 gegründet und besteht bis heute. Der Abt von Engelberg ist Delegierter des Bischofs von Chur.

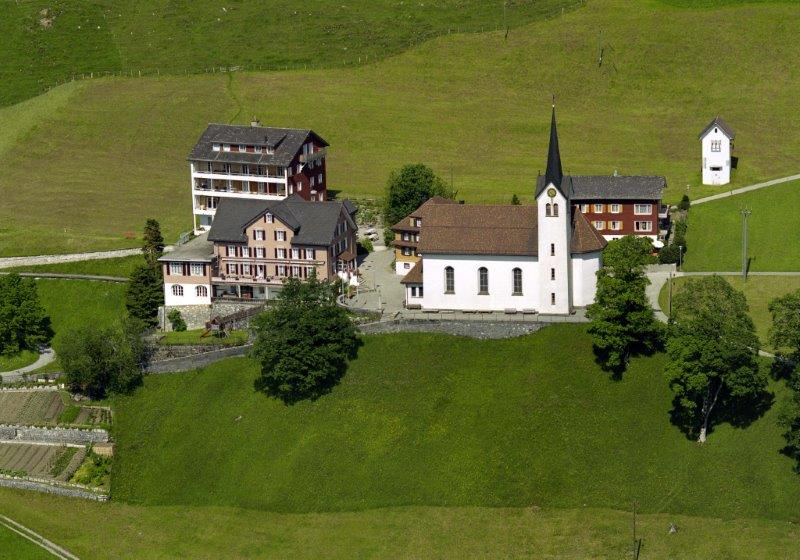
Kloster Maria-Rickenbach

#### Kloster Ofteringen (Deutschland)
Das Kloster Marienburg in Ofteringen wurde 1862 von Sabina Schneider gegründet und liegt im Erzbistum Freiburg. Die kirchliche Obrigkeit nimmt der Erzbischof von Freiburg wahr.

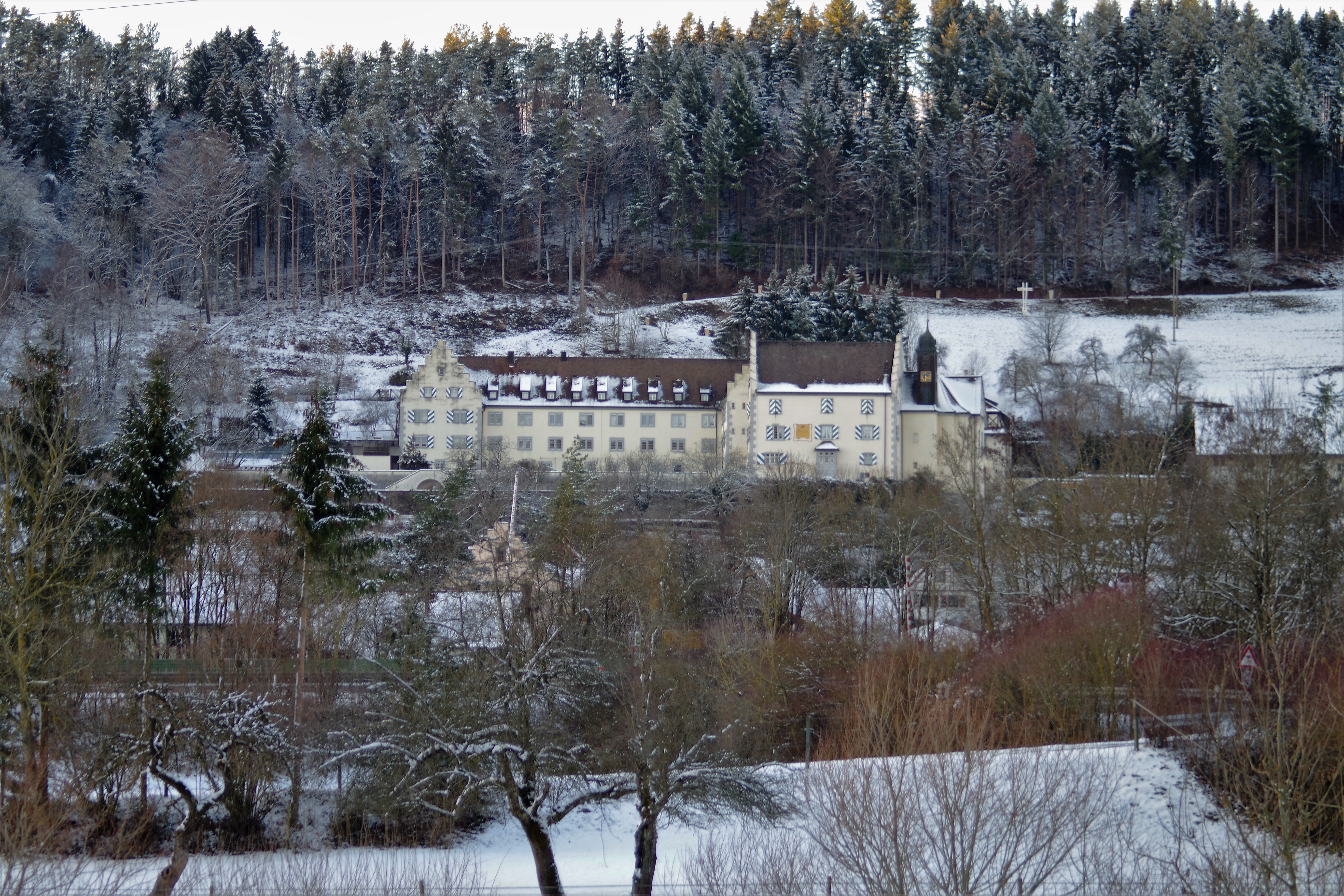
Kloster Marienburg, Ofteringen

#### Kloster Wikon
Das Kloster Wikon wurde 1891 gegründet. Der Abt von Engelberg ist Delegierter des Bischofs von Basel. Die Schwestern von Wikon zogen 2019 ins Benediktinische Zentrum Sarnen.

## Weitere Klöster in der Schweiz und Tochtergründungen in den USA

### Klöster in der Schweiz
Zwei weitere Benediktinerinnenklöster in der Schweiz gehören – aus unterschiedlichen Gründen – nicht der Schweizerischen Benediktinerinnenföderation an, sind der Föderation jedoch historisch oder faktisch eng verbunden.

#### Monastero Santa Maria Assunta, Claro
Das 1490 gegründete Monastero Santa Maria Assunta (Kloster der Aufnahme Mariens in den Himmel) in Claro, Tessin, gehört vor allem aus sprachlichen Gründen nicht der (deutschsprachigen) Schweizerischen Benediktinerinnenföderation an und ist als Einzelkloster der Benediktinischen Konföderation konsoziiert. Das Kloster Claro entsandte allerdings die ersten Benediktinerinnen ins heutige Mitgliedskloster Seedorf (siehe oben), weshalb es der Föderation zumindest historisch eng verbunden ist. 

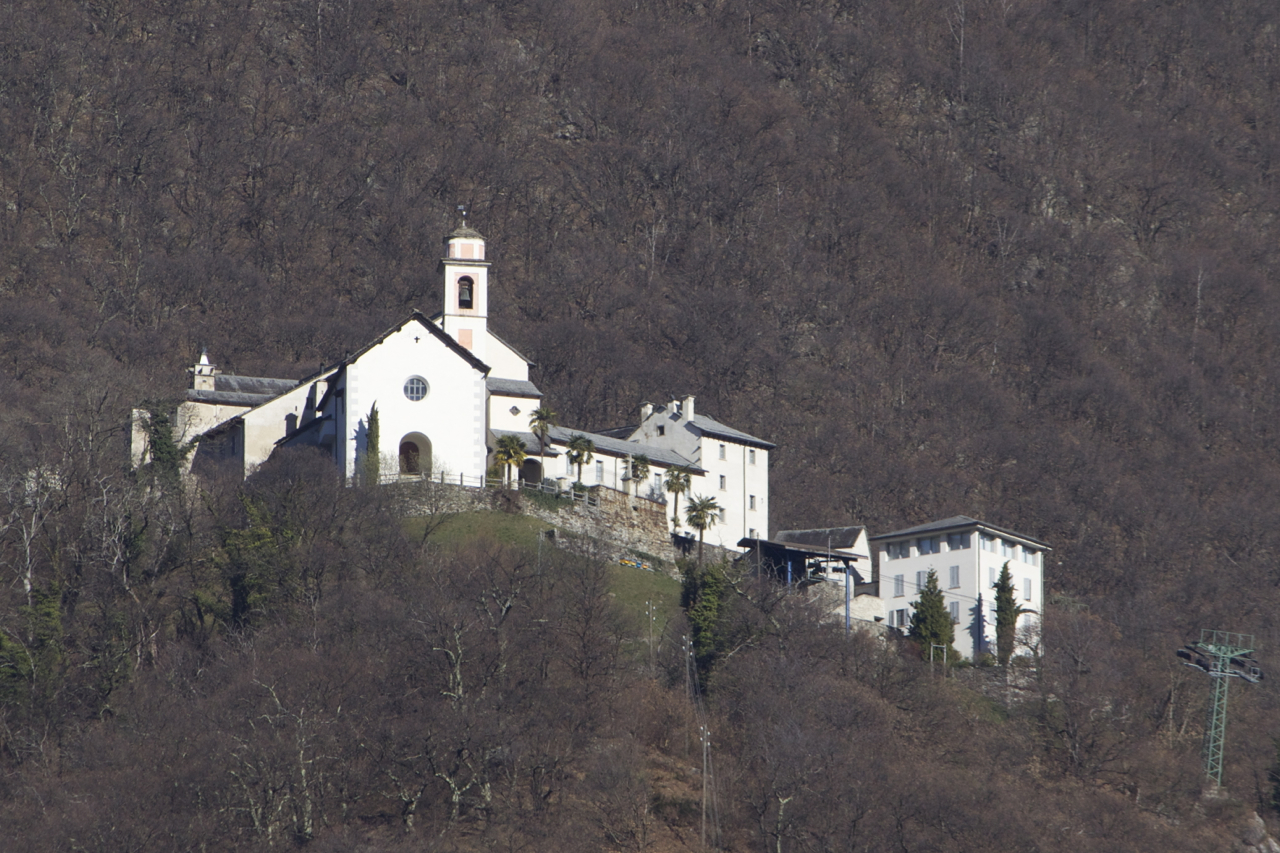
Monastero Santa Maria Assunta, Claro

#### Kloster Heiligkreuz, Cham
Das Kloster Heiligkreuz geht auf Baldegger Schwestern zurück, die 1857 nach Cham kamen und eine Schule gründeten. 1862 wurde die Niederlassung selbständig. 1892 übernahmen die Schwestern in Cham die Benediktsregel und schlossen sich der Olivetaner Kongregation an, weshalb man sie Olivetaner Benediktinerinnen nennt. 1953 sandten die Benediktinerinnen von Cham Schwestern nach Busan in Südkorea. Mit der Gründung in Korea, die heute mehrere Hundert Schwestern umfasst, bildet das Kloster Heiligkreuz die Föderation der Olivetaner-Benediktinerinnen Heiligkreuz von Cham und Busan. Das Kloster Cham entsendet jeweils zwei Vertreterinnen, welche als Gäste am gemeinsamen Föderationskapitel der Schweizerischen Benediktinerinnenföderation teilnehmen. 

Kloster Heiligkreuz, Cham

### Tochtergründungen in den USA und Verhältnis zu den Schweizer Klöstern
Die Klöster Maria-Rickenbach, Melchtal und Sarnen gründeten im 19. Jahrhundert in den Vereinigten Staaten neue Klöster. Alle Tochterklöster in den USA sind Schwesternklöster, unabhängig von der Art des Schweizer Mutterklosters. Die Tochtergründungen unterscheiden sich (heute) von den Schweizer Gründungsklöstern zumeist allein nur schon äusserlich signifikant dadurch, dass die US-Benediktinerinnen in der grossen Mehrheit keinen Habit tragen. Darüber hinaus wurde in den USA auch das Chorgebet massiv eingeschränkt im Vergleich zu den Schweizer Ursprungsklöstern. So wird etwa im von Maria-Rickenbach gegründeten Yankton noch zweimal im Chor gebetet (Morning Prayer, Evening Prayer), während hingegen im Mutterkloster zumindest die Laudes, die Mittagshore, die Vesper und die Komplet gebetet werden. Die Schweizer Benediktinerinnenklöster gehen sodann traditionell über das so verkürzte Chorgebet hinaus, indem sie (neben den in der Schweiz als Minimum üblichen Gebeten wie Laudes, Mittagshore, Vesper und Komplet) etwa auch die Terz feiern oder die Terz und die Vigil. Dabei bleiben sie ganz traditionell beim Chorgebet, das den Benediktinerinnen schon immer eigen war.

#### Benedictine Sisters of Perpetual Adoration (Benediktinerinnen der Ewigen Anbetung)
Die Benedictine Sisters of Perpetual Adoration bilden heute eine eigene Föderation von Schwestern. Stammkloster der Föderation ist das Kloster Clyde, welches 1874 vom Schweizer Kloster Maria-Rickenbach aus gegründet wurde.

#### Federation of St. Gertrude
Diese Föderation von benediktinischen Schwestern beruft sich auf Wurzeln aus den schweizerischen Klöstern Maria-Rickenbach, Sarnen und Melchtal sowie aus dem deutschen Kloster Eichstätt.
Unter den Klöstern wurden folgende direkt von Mitgliedern der Schweizerischen Benediktinerinnenföderation gegründet:
- Kloster Yankton, 1874 von Maria-Rickenbach[29]
- St. Martin Monastery, 1889 von Melchtal[30]
- Monastery of St. Gertrude von Sarnen

## Jüngere Entwicklungen

### Rückgang der Berufungen
In der zweiten Hälfte des 20. Jahrhunderts setzte in der Schweiz ein starker Rückgang an Berufungen zum Ordensleben ein. Dieser steht im Zusammenhang mit der immer weiter voranschreitenden Säkularisierung. In der Vergangenheit wurden aufgrund dieses Rückgangs vor allem Klöster franziskanischer Orden geschlossen, so etwa die Kapuzinerinnen-Klöster Wattwil und Appenzell, das Franziskanerinnenkloster Solothurn und diverse Klöster der Kapuziner-Brüder (u. a. Appenzell, Solothurn, Stans, Zug und diverse weitere).
Die Benediktinerinnen, die zu den kontemplativen Orden zählen, erlebten zwischen 1991 und 2017 einen Rückgang von 327 auf 110 Schwestern, also einen Verlust von 217 Schwestern und einen Rückgang am Gesamtanteil kontemplativer Ordensfrauen von 33 auf 29 Prozent, wobei sie die zahlenmässig grösste monastische Ordensgemeinschaft bleiben. Wenn der Rückgang bei den monastischen Frauenorden insgesamt auch moderater blieb als bei den Gemeinschaften des apostolischen Lebens, so war er doch einschneidend.

### Benediktinisches Zentrum Sarnen
Unter dem Eindruck ihrer stetig geringer werdender Anzahl und schwindender Ressourcen entschlossen sich die Konventualinnen der Klöster Sarnen, Melchtal und Wikon zu einem für Benediktinerinnen beispiellosen Schritt, indem sie ihre Konvente im Benediktinischen Zentrum Sarnen sammelten, wobei sie tatkräftig von den St. Anna-Schwestern und der Stiftung Ora et labora unterstützt wurden. Dieses befindet sich auf dem Areal der Abtei St. Andreas, das für die Realisierung des Projekts für 15 Millionen Franken aufwendig restauriert und umgebaut wurde. Die Benediktinerinnen von Melchtal und Wikon gaben dafür ihre angestammten Klöster auf.
Am 7. März 2019 verliessen die Benediktinerinnen von Melchtal unter grosser Anteilnahme der ansässigen Bevölkerung ihr Kloster und zogen nach Sarnen. Die Benediktinerinnen von Wikon konnten bereits zuvor von Freunden begleitet in Sarnen begrüsst werden.
Die Eröffnungsfeier des Benediktinischen Zentrums am 24. Juni 2019 wurde von 1'800 Personen besucht, das Interesse der Bevölkerung war bereits im Voraus gross.
Die drei Gemeinschaften bleiben kirchenrechtlich selbständig und werden weiterhin von ihren Oberinnen geführt. In Zukunft soll das Benediktinische Zentrum auch weiteren benediktinischen Frauengemeinschaften offenstehen.

### Vultum Dei quaerere undCor orans
Mit Vultum Dei quaerere und Cor orans erliessen Papst Franziskus respektive die Kongregation für die Institute geweihten Lebens und für die Gesellschaften apostolischen Lebens neue Weisungen, die teilweise in einem Spannungsverhältnis zum benediktinischen Eigenrecht stehen. Welche Auswirkungen diese Normen – etwa Nr. 45 Cor orans, wonach ein autonomes Kloster das Recht zur Wahl seiner Oberin verliert, wenn es nur noch 5 Schwestern mit feierlicher Profess zählt – auf die Schweizerische Benediktinerinnenföderation haben werden, muss sich erst noch weisen.